# Manuel Turizo
Manuel Turizo Zapata, znan kot MTZ, kolumbijski pevec, * 12. april 2000, Montería, Kolumbija.
Ustvarja lahkoten latino pop z urbanim pridihom, njegov največji hit pa je singl »La Bachata« v istoimenskem slogu iz leta 2022.